# Google Photos
 (novembre 2022).
Chronologie des versions
Android Gallery 
 Picasa Album Web
Google Photos est un service multiplateforme de stockage et de partage de photographies et vidéos opéré par Google et lancé le 28 mai 2015.

## Service
Google Photos est un service de stockage de photos et de vidéos créé par Google. Le service permet de stocker ses vidéos et photos en illimité et de les consulter depuis le Web ou via une application pour iOS et Android.
Le stockage gratuit et illimité concerne les photos et vidéos stockées au format haute qualité. Les photos et vidéos stockées au format qualité d'origine sont comptées dans votre espace de stockage (gratuit jusqu'à 15 Go et payant au-delà)[source insuffisante].
Le service de Photos analyse et classe selon les personnes qui apparaissent dessus, les lieux, mais aussi les objets présents sur les photos. Les photos sont classées dans trois groupes importants : les lieux, les contacts et les thèmes (ex. : ciel, chat, panorama).  
Google Photos fonctionne avec un système de reconnaissance faciale (automatique) des visages qui est désactivé dans certains pays pour des raisons légales[source secondaire souhaitée].
En novembre 2020, Google Photos propose une fonctionnalité payante pour donner des effets aux photos.
Annoncé en novembre 2020, la gratuité pour la sauvegarde illimitée des photos et vidéos en haute qualité cesse le 1er juin 2021[source insuffisante].

## Historique
Google Photos est le successeur de la fonctionnalité de partage de photos qui existait dans Google+ et de Picasa Album Web.